# Новоалексеевское сельское поселение
Новоалексеевское сельское поселение — муниципальное образование в составе Курганинского района Краснодарского края России.
В рамках административно-территориального устройства Краснодарского края ему соответствует Новоалексеевский сельский округ.
Административный центр — станица Новоалексеевская.

## Население
| 2010  | 2012  | 2013  | 2014  | 2015  | 2016  | 2017  |
| ----- | ----- | ----- | ----- | ----- | ----- | ----- |
| 6118  | ↗6234 | ↗6294 | ↗6431 | ↗6482 | ↗6588 | ↘6540 |
| 2018  | 2019  | 2020  | 2021  | 2023  |       |       |
| ↘6497 | ↘6417 | ↘6406 | ↘5573 | ↘5444 |       |       |

## Населённые пункты
В состав сельского поселения (сельского округа) входят 3 населённых пункта:
| № | Населённый пункт | Тип населённого пункта | Население (чел.) |
| - | ---------------- | ---------------------- | ---------------- |
| 1 | Новоалексеевская | станица                | ↘3397            |
| 2 | Урмия            | село                   | ↗741             |
| 3 | Высокий          | посёлок                | ↘1760            |